# Agents of Mayhem

Agents of Mayhem — відеогра у жанрі пригодницький бойовик з відкритим світом, розроблена компанією Volition та видана Deep Silver. Гра вийшла у серпні 2017 року для PlayStation 4, Windows та Xbox One. Тематика гри заснована на суботніх ранкових мультфільмах і фільмах про супергероїв. Дія гри розгортається у паралельному всесвіті серії Saints Row від Volition і включає в себе кілька сюжетних і персонажних кросоверів. "Агенти Хаосу" отримали змішані відгуки; загалом його хвалили за гумор, персонажів і бої, але критикували за повторюваність. Це було комерційне розчарування, яке призвело до звільнень у Volition.

## Ігровий процес
Agents of Mayhem — це пригодницький бойовик у відкритому світі з видом від третьої особи. У грі представлено дванадцять агентів, і гравці можуть вибрати будь-яких трьох для виконання місій та дослідження світу. Агенти об'єднані в чотири тріо: "Бомби" (італійський інженер Джоуль, індійський імунолог Рама та німецький футбольний хуліган Ред Кард); "Різанина втрьох" (американський польовий стратег Бреддок, американський гонщик дербі Дейзі та російський "воїн холодної війни" Олег Кирилов під псевдонімом "Йеті"); "Розстрільна команда" (американський ватажок банди Пірс Вашингтон на псевдо "Кінгпін", японський кілер Оні та близькосхідна вбивця Шехерезада); і "Сили Франшизи" (колумбійський колишній небесний пірат Фортуна, головний старшина ВМС США Хардтак та канадський актор, проголошений "Обличчям Хаосу" Голлівуд). Три додаткові агенти доступні через завантажуваний контент.
Кожен агент має свій власний унікальний стиль гри та здібності. Наприклад, Хардтак використовує дробовик як основну зброю, тоді як Голлівуд - штурмову гвинтівку. Наносячи шкоду ворогам зі своєї зброї, гравці накопичують бали, які заповнюють шкалу. Коли шкала заповнена, гравці можуть використовувати здібності Агентів Хаосу, які є надпотужними рухами, що значно допомагають гравцеві в бою. Різні агенти мають різні здібності хаосу. Наприклад, Фортуна може використовувати свій дрон GLORY, щоб оглушити ворогів, тоді як Голлівуд може викликати масові вибухи навколо себе. Гравці можуть вільно перемикатися між трьома обраними ними агентами, а також експериментувати з різними комбінаціями агентів, щоб побачити, яке тріо персонажів найбільше відповідає їхньому стилю гри. Пересування в грі швидке. Агенти можуть потрійними стрибками пересуватися містом або використовувати автомобілі для подорожей світом гри.
Окрім основних місій кампанії, існують також місії розблокування, які відкривають нових агентів для управління гравцями, та персональні місії, які заглиблюються в передісторію цих агентів. Різні агенти матимуть різні характери, і їхні реакції на ігрові події різняться. У міру проходження гри агенти отримуватимуть очки досвіду, готівку, навички, нові гаджети та модифікації, які підвищують їхню боєздатність. Існують також косметичні можливості кастомізації агентів та зброї, представлених у грі.

## Синопсис

### Місце дії
Дія "Агенти Хаосу" відбувається у футуристичній версії Сеула, Південної Кореї, яку називають "містом завтрашнього дня".
Гра є частиною мультивсесвіту поряд з серіями Saints Row і Red Faction від Volition, події якої відбуваються після кінцівки "відтворення Землі" окремого доповнення Saints Row IV, Gat out of Hell. Сюжет гри розгортається навколо організації, відомої як M.A.Y.H.E.M. (англ. (Multinational AgencY Hunting Evil Masterminds), засновану Персефоною Брімстоун (персонаж, який вперше з'являється у грі Gat out of Hell) і фінансовану корпорацією Ultor (один з головних антагоністів Saints Row 2 і серії Red Faction, що згодом об'єдналася зі Святими у Saints Row: The Third). Мета M.A.Y.H.E.M., що має фіолетовий логотип Святих, - зупинити суперлиходійську організацію L.E.G.I.O.N. (the League of Evil Gentlemen Intent on Obliterating Nations) від знищення народів світу.

### Сюжет
За передісторією, Персефона Брімстоун колись була частиною організації суперлиходіїв L.E.G.I.O.N. і частиною їхніх планів із завоювання світу, а також була одружена з міністром Заздрості. L.E.G.I.O.N. планує здійснити всесвітню атаку з метою повалення світових урядів, яку назвуть "Ніччю диявола". Персефона дізналася, що лідер L.E.G.I.O.N., Морнінгстар, задумав зібрати силу темної матерії, щоб змінити реальність і піднестися до божества. Персефона поклала край цим планам і злетіла на дирижаблі під назвою "Ковчег", а в помсту L.E.G.I.O.N. та її чоловік напали на її рідне місто Париж. Повністю відвернувшись від L.E.G.I.O.N., Персефона використала всі доступні їй засоби, щоб створити M.A.Y.H.E.M. і помститися L.E.G.I.O.N. "Ніч диявола" також зіграє важливу роль у передісторії багатьох агентів M.A.Y.H.E.M..
На початку гри Персефона засновує M.A.Y.H.E.M. в Сеулі, Південна Корея, де вони вистежують доктора Вавилона, амбітного лідера Міністерства гордості для L.E.G.I.O.N., який планує зібрати гігантський кристал темної матерії з комети. "Сили Франшизи" вирушають вбити його, але зазнають невдачі. Щоб відволікти M.A.Y.H.E.M., Вавилон використовує свого лейтенанта Хаммерсміта, щоб викликати руйнування навколо Сеула, щоб відволікти M.A.Y.H.E.M., перш ніж Хаммерсміт буде переможений агентами. Потім Вавилон використовує молодого співака Августа Ґаунта та ще одного свого лейтенанта, щоб промити мізки своїм фанатам і спробувати налаштувати місто Сеул проти M.A.Y.H.E.M., але агенти застають його на концерті і відключають його технологію, викриваючи Ґаунта як шахрая.
M.A.Y.H.E.M. планує викрасти розумну комп'ютерну програму під назвою AISHA, віртуальну жіночу айдол-групу, яку L.E.G.I.O.N використовує як вірус, але один з кібернетичних лейтенантів Вавилону на ім'я  тілтоуISHA і починає з нею стосунки. Стілтоу та AISHA мають намір об'єднати свої ШІ, але Стілтоу вбивають агенти M.A.Y.H.E.M. на їхньому "весіллі". Мстиві AISHA на чолі зі своїм червоним аватаром починають наклепницьку кампанію проти M.A.Y.H.E.M., зрештою беруться за створення музичного синглу, що вбиватиме слухачів, а потім починають атаку на комп'ютерні ARK програми . Інші AISHA розуміють, наскільки нестабільна Червона AISHA, але більшість з них гине, залишаються лише Червона та Фіолетова AISHA. Фіолетова AISHA добровільно переходить на бік M.A.Y.H.E.M., коли їхні агенти знищують Червону AISHA.
У відчаї Вавилон посилає Аріадну, геніальну доньку вченого, якого Вавилон вбив, перш ніж спробувати промити їй мізки за допомогою мікрочипа. Аріадна долає мікрочип, але зусилля зводять її з розуму, і вона планує помститися Вавилону. Аріадна запускає роботів на Сеул і викрадає кількох людей, у тому числі інженера-технолога M.A.Y.H.E.M. Кеті "Гремлін" Фокс. Агенти вирушають на порятунок Гремліна, але поки їм це вдається, Аріадні вдається втекти, не встигнувши вирізати мікрочип з голови.
Нарешті, M.A.Y.H.E.M. намагаються знайти гігантського робота Вавилона під назвою "Проєкт Дамокл", але коли вони врешті знаходять його, Вавилон починає атаку по всьому місту і навіть атакує ковчег, перш ніж захопити Дамокл і видобути кристал темної матерії. Потім з'ясовується, що Аріадна помістила свій мікрочип у Дамокл, щоб звести Вавилон з розуму  як помсту. Це обертається проти них, коли Вавилон усвідомлює, що тепер він має абсолютну владу в L.E.G.I.O.N., і намагається узурпувати Морнінгстара та переробити реальність за своїм образом і подобою. Вавилон використовує Дамокл, щоб розбушуватися і силу кристала темної матерії, щоб почати переписувати реальність, де він править світом. Агенти проникають у розлом, щоб битися з Вавилоном та його відтвореними помічниками, і врешті-решт знищують кристал темної матерії. Після знищення кристалу реальність повертається до нормального стану, коли "Дамокл" падає на Землю. Вавилон та агенти виживають, але Вавилона захоплює і, ймовірно, вбиває боєць L.E.G.I.O.N. Маркус Лонгінус як покарання за свою невдачу, тоді як Персефона змушує M.A.Y.H.E.M. вивести війська з Сеула.

## Розробка
Розробка гри розпочалася невдовзі після виходу Saints Row IV. Гра почала свій цикл розробки з концепт-арту та описів персонажів, а після отримання позитивних коментарів від сторонніх осіб, які прослухали їхній пітч, один з яких описав її як "G.I. Joe проти Кобри Мегафайт 2020", гра незабаром увійшла в повноцінне виробництво. На відміну від попередніх ігор серії Saints Row, які мали лише одного протагоніста, керованого гравцем, в Agents of Mayhem представлено кілька ігрових персонажів. Це було зроблено тому, що Volition замислилися над деякими своїми попередніми фанатськими заходами, де фанати вирішили косплеїти другорядних персонажів, а не центрального героя. Вони вважали це доказом того, що фанати франшизи будуть зацікавлені в грі, орієнтованій на персонажів. Інша причина полягає в тому, що компанія, натхненна League of Legends і Dota 2, хотіла, щоб гравці сформували міцний зв'язок з персонажами. Volition також вважала, що гра, будучи однокористувацькою, має велику перевагу, оскільки більшість ігор з різноманітним набором персонажів орієнтовані на багатокористувацьку гру. Тон і стиль гри був натхненний бойовиками 1980-х років, такими як G.I. Joe, He-Man, і телевізійними серіалами, такими як "Команда А".
У 2014 році, отримавши 200 000 доларів від міста Шампейн, штат Іллінойс, Volition почала наймати понад 100 співробітників для початку роботи над новим проєктом. Мало що було відомо про цю гру, поки в травні 2016 року не була виявлена торгова марка для Agents of Mayhem, подана Koch Media (материнська компанія Deep Silver), разом з резюме, що пов'язують проєкт з Volition. Подальші припущення виникли після інтерв'ю 2013 року в Polygon зі Скоттом Філліпсом з Volition, який назвав гравців Saints Row "агентами хаосу". Офіційний анонс гри відбувся 6 червня 2016 року, а кінематографічний трейлер був опублікований на IGN. Agents of Mayhem вийшла в Північній Америці 15 серпня 2017 року, а в Європі - 18 серпня 2017 року.

## Прийом
| Агрегатор  | Оцінка                                 |
| ---------- | -------------------------------------- |
| Metacritic | (PC) 68/100 (PS4) 62/100 (XONE) 73/100 |

| Видання                   | Оцінка |
| ------------------------- | ------ |
| Destructoid               | 7/10   |
| Electronic Gaming Monthly | 7/10   |
| Game Informer             | 8/10   |
| GameRevolution            | [ 11 ] |
| GameSpot                  | 4/10   |
| GamesRadar+               | [ 13 ] |
| Giant Bomb                | [ 14 ] |
| IGN                       | 7.1/10 |
| PC Gamer (США)            | 67/100 |
| Polygon                   | 5.5/10 |
| VideoGamer.com            | 5/10   |

За оцінками агрегатора рецензій Metacritic, Agents of Mayhem отримала "змішані або середні" відгуки.
Нік Вальдес поставив 7/10 на Destructoid, зазначивши, що гра "добротна і, безумовно, має свою аудиторію. Можуть бути деякі недоліки, які важко ігнорувати, але досвід приносить задоволення".
5/10 отримала Еліс Белл на VideoGamer.com, яка сказала: "Попри веселі бої та персонажів, Agents of Mayhem стає повторюваною і заїждженою. Намагаючись наздогнати популярність Saints Row, вона втрачає власну ідентичність".
Майкл Горофф поставив 7/10 на Electronic Gaming Monthly, зазначивши, що "Agents of Mayhem - одна з тих ігор з таким великим потенціалом, яка просто не досягла тих висот, яких могла б досягти. Проте, захопливі бої та унікальна система персонажів змушують мене з нетерпінням чекати на відшліфованіше, продуманіше продовження".
Коннор Шерідан сказав на GamesRadar: "Тактика зміни героїв додає унікальну перевагу бою від третьої особи, а гумор і серце підносять типові для Agents of Mayhem принципи порятунку світу на незабутні висоти", і оцінив гру на 4 з 5 зірок.
Ден Райкерт з Giant Bomb оцінив гру на 2 з 5 зірок, сказавши, що "можливо, вона має спільний жанр і всесвіт з Saints Row, але Agents of Mayhem - це мляве лушпиння з попередніх робіт Volition".
"З веселими боями і симпатичним акторським складом, Agents of Mayhem занадто сильно спирається на повторювані бої, щоб бути по-справжньому героїчною", - таким був висновок Джона Райана на IGN з оцінкою 7.1/10.
Джон Морком з PC Gamer оцінив гру на 67/100 балів, дійшовши висновку, що вона "пропонує щедрий вибір стилів гри, але її ускладнюють повторювані рівні та кілька не натхненних дизайнерських рішень".
Джастін МакЕлрой з Polygon оцінив її на 5,5/10, заявивши, що "Це, ймовірно, почало виглядати як перерахування гріхів, а не переконлива критика, але це найкращий спосіб проілюструвати недоліки Agent of Mayhem, який я маю. Він не зруйнований чимось одним, а скоріше розбитий тисячею маленьких порізів. Agents of Mayhem вивалює на вас купу теоретичних розваг. Персонажі, здібності, апгрейди, тонни місій - гравець відчайдушно прагне просто розважитися. Це благородний порив, але він пригнічує своєю нездатністю послідовно втілювати його в життя".
Бретт Тодд в огляді для GameSpot дійшов висновку, що "в Agents of Mayhem мало що є, окрім нецензурної та пихатої манери поведінки, яка штовхає гру в неприємну та огидну сферу. Додайте до цього поганий дизайн місій і баги, і ви отримаєте гру з великою кількістю хаосу, але не більше того".

### Продажі
Agents of Mayhem стала 16-ю найпродаванішою грою в США за серпень 2017 року, згідно з даними NPD Group. Вона стала четвертою найпродаванішою грою у Великій Британії протягом тижня після релізу. Невтішні показники продажів гри призвели до скорочення витрат у Volition у вересні 2017 року, що, як повідомляється, призвело до звільнення понад 30 осіб у студії, яка раніше налічувала близько 200 співробітників.
Станом на жовтень 2017 року гра зібрала 19 мільйонів євро. Станом на лютий 2018 року було продано 300 000 копій.

### Нагороди
Гра була номінована за "Виконання комедійної ролі другого плану" з Елізою Шнайдер у ролі агента Рами, а також за "Сценарій комедії" на премії Національної академії оглядачів індустрії відеоігор.

## Пов'язані медіа
Настільна гра Agents of Mayhem: Pride of Babylon, розроблена компанією Academy Games, була успішно профінансована на Kickstarter у лютому 2018 року.